# Distrito Escolar Independiente de Arlington
El Distrito Escolar Independiente de Arlington (Arlington Independent School District o AISD en inglés) es un distrito escolar del estado de Texas, Estados Unidos. Su sede está en Arlington.

## Escuelas

### Escuelas secundarias
- Arlington High School
- James Bowie High School
- Sam Houston High School
- Lamar High School
- James W. Martin High School
- Seguin High School